# Данишевский, Иван Михайлович
Ива́н Миха́йлович Данише́вский (декабрь 1897, Варшава — 1979) — деятель советских спецслужб, сотрудник ВЧК, инженер-изобретатель, публицист.

## Биография
Родился в еврейской семье мелкого приказчика и акушерки, высланной из Москвы.
В 1916 году, окончив гимназию, поступил в Харьковский университет, где вступил в партию социалистов-революционеров и вскоре оставил учёбу. В январе 1917 года был задержан полицией как организатор «антивоенной массовки», но бежал. С июля 1917 года участвовал в создании Красной гвардии в Харькове, с декабря 1917 в составе 1-го Харьковского пролетарского полка воевал против калединцев в Донбассе. С апреля 1918 года, когда Украину заняли немцы, заведовал нелегальными сообщениями украинского «Правительства восстания», базировавшегося в Москве; в этот период вышел из партии эсеров.
С сентября 1918 года — в Харькове: работал организатором в Харьковском подпольном ревкоме, с января 1919 (после восстановления большевистской власти) — член коллегии агитационно-просветительного управления наркомата по военным делам Украинской ССР; участвовал в боях с кулаками.
С июня 1919 года, после захвата Украины деникинцами, — в Москве. В октябре 1919 года вступил в РКП(б), в октябре-декабре 1919 — заместитель начальника информации Особого отдела ВЧК. Известен факт его сообщения В. И. Ленину осенью 1919 агентурных материалов о М. М. Аржанове, подтвердивших непричастность последнего к заговору Национального центра.
С января по сентябрь 1920 года — член Реввоенсовета Украинской трудовой армии, заместитель наркома труда Украинской ССР; возглавлял Всеукраинский Наркомтруд.
С октября 1920 по сентябрь 1921 года — в органах ВЧК, начальник Особого отдела 13-й армии Южного фронта. С ноября 1920 по январь 1921 года в составе Крымской ударной группы особых отделов ВЧК Южного и Юго-Западного фронтов участвовал в «зачистке» Крыма от белогвардейцев и беженцев. Возглавлял чрезвычайную тройку, которая заочно выносила смертные приговоры по спискам (например, с 6 по 14 декабря в Керчи — 609 чел., с 3 по 30 декабря в Феодосии — 527 чел., 27 января 1921 в Симферополе — 10 чел.); сохранившиеся документы свидетельствуют о роли И. М. Данишевского в уничтожении не менее 2 000 человек. По завершении «зачистки» был награждён золотыми часами.
С марта по июнь 1921 года — начальник Особого отдела Харьковского военного округа. С июня по сентябрь 1921 года — особоуполномоченный ВЧК в Закавказье, занимался организацией изъятия «враждебных элементов». В сентябре 1921 года уволен из ВЧК.
С осени 1921 года руководил Главным управлением кустарной промышленности (Главкустпром) Украинской ССР, с апреля 1924 г. — председатель Проскуровского окружного исполкома в бывшей Подольской губернии, с мая 1925 г. — директор правления Электробанка СССР (в 1926 году получил от ЦКК ВКП строгий выговор за «неправильное кредитование»). С июля 1926 года — начальник инспекции Госторга РСФСР, затем — заместитель председателя Пушногосторга.
С января 1930 года учился на 6-месячных курсах «парттысячников», с осени — в Военно-воздушной академии РККА; за период обучения дважды был награждён именным оружием (за «учебно-боевую подготовку» и «оборонное изобретение»). С июля 1935 года, став инженером по авиадвигателестроению, работал в Перми, затем — начальником литейного цеха авиамоторного завода № 19 им. Сталина. С июля 1937 по август 1938 года — директор и начальник строительства Новосибирского авиазавода № 153; под его руководством в конце 1937 года завод выпустил первые истребители И-16, были построены аэродром, водонасосная станция, водопровод, компрессорная, ацетиленовая станция, жилые дома для специалистов.
13 августа 1938 года по обвинению в крупном вредительстве, из-за которого был сорван запланированный пуск предприятия, был арестован вместе со своим заместителем С. И. Индисовым, главным инженером Б. Л. Длугачем и начальником оргтехбюро завода И. Л. Пружанским по доносу начальника ОТК завода Данилова, главного испытателя лётчика А. Ф. Тамары и главного инженера В. Л. Кураша. Следствие вели начальник 7-го отдела Новосибирского УНКВД Н. С. Великанов и врид начальника 2-го отделения этого отдела И. П. Деев. Выездной сессией Военной коллегии Верховного Суда СССР под председательством Д. Я. Кандыбина, С. М. Калашникова и И. Г. Китина (Новосибирск, 13 ноября 1938) за участие в террористической и вредительской правотроцкистской организации был приговорён к расстрелу по ст. 58−7-8−11 УК РСФСР. 30 ноября Данишевскому объявили, что приговор отменён, но в камере смертников он провёл более трёх месяцев. Военным трибуналом войск НКВД Западносибирского округа 10−11 апреля 1939 года осуждён на 20 лет лагерей как член вредительской организации Туполева, виновный в срыве сроков строительства завода и невыполнении программы по выпуску самолётов.
До сентября 1952 года отбывал заключение на Колыме: работал забойщиком на добыче золота, старшим мастером, начальником механического цеха (пос. Стекольный под Магаданом), более 100 раз поощрялся за рационализаторство и хорошую работу, получил зачёты на сокращение срока. Отличался «редкой честностью, порядочностью и принципиальностью»; он спас многих интеллигентов и партийцев, решительно требуя в свою мастерскую в качестве квалифицированных слесарей никогда не державших в руках напильника «доходяг». Скрывал своё чекистское прошлое, выдавая себя за бывшего комиссара дивизии.
В 1952—1955 годах работал вольнонаёмным на Колыме. 14 сентября 1955 года реабилитирован; переехал в Москву. Занимался литературной деятельностью, был составителем мемуарных сборников. Сохранял догматические коммунистические взгляды: отстаивал ленинские принципы монументальной пропаганды, протестовал против возведения и сохранения памятников М. И. Кутузову, А. П. Ермолову, Юрию Долгорукому, критиковал мифологизацию А. В. Суворова как пример перехода «борьбы с классовых позиций на почву националистическую».
Умер на заседании партийной комиссии, защищая друга-лагерника, профессора Ю. К. Милонова, от клеветнической публикации. Похоронен на Введенском кладбище (21 уч.).

### Семья
Жена — Соколовская; арестовывалась в 1931 и 1935 годах.

## Избранные труды
Источник — Электронные каталоги РНБ
- Гроссман И. М., Коган М. И. Якутская АССР / Всесоюз. пушно-меховое об-ние «Союзпушнина». — М. : Советская Азия, 1932. — 71 с. — (Серия: Пушные ресурсы СССР / под общ. ред. И. М. Данишевского; вып. 3).
- Данишевский И. М. Авиационное магнето типа «Сцинтилла» : Практич. рук-во для техсостава возд. флота. — М.: Воен. возд. акад. РККА, 1933. — 137 с. — 10000 экз.
- Данишевский И. М. Колхозы и заготовка мехового сырья для вывоза за границу. — М.; Л. : Сельхозгиз, 1930. — 32 с. — (Библиотека рядового колхозника). — 30000 экз.

публицистика
- Были индустриальные : Очерки и воспоминания / Сост.: И. М. Данишевский. — М.: Политиздат, 1970. — 408 с. — 15000 экз.
- Война. Народ. Победа. 1941—1945 : Статьи, очерки, воспоминания / Сост.: И. М. Данишевский. — М.: Политиздат, 1976. — Кн. 1. — 223 с. — 300000 экз.
  -  — 2-е изд., доп. — 1983. — Кн. 1. — 231 с. — 300000 экз.
- Дорогой борьбы и славы : [Сб. ст.] / Сост.: И. М. Данишевский. — М.: Госполитиздат, 1961. — 543 с. — 42000 экз.
- Провал операции «Цитадель» : (Разгром нем.-фашистских полчищ в битве на Курской дуге) : [Сб. ст.] / Сост.: И. М. Данишевский. — М.: Политиздат, 1965. — 263 с. — 90000 экз.
  -  — М.: Политиздат, 1967. — 272 с. — 100000 экз.